# Pirámides renales
Las pirámides renales o de Malpighi son tejidos del riñón con forma de cono. La médula renal está compuesta de 8 a 18 de estas subdivisiones cónicas. La amplia base de cada pirámide hace frente a la corteza renal, y su ápice, o papila, apunta internamente, descargando en el cáliz menor (que a modo de embudo confluye en la pelvis renal). Las pirámides parecen rayadas porque están formadas por segmentos paralelos rectos de nefronas.

## Imágenes adicionales

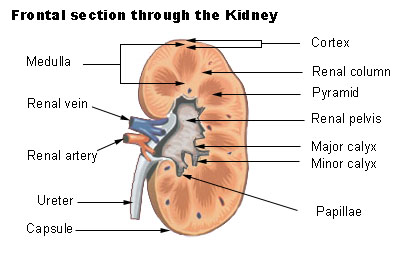
Sección frontal del riñón